# Anyphops stridulans
Anyphops stridulans is een spinnensoort uit de familie van de Selenopidae.
De wetenschappelijke naam van de soort werd in 1940 Selenops stridulans gepubliceerd door Reginald Frederick Lawrence.